# 下田奈奈
下田 奈奈（しもだ なな、1992年4月6日 - ）は、神奈川県湘南出身のレポーター・ライター。クリエイティブマネジメント株式会社COLORFULLYに所属。 
かつてはレプロエンタテインメントに所属、元ラブベリーナ。2012年、明治ガールズコレクショングランプリ。2013年、東京プランニングコレクショングランプリ。2015年、明治大学文学部卒業。2019年、マツコ会議で週末モデルの広報部長として南青山で勤務していることが明らかになった。

## 人物
- 史上最年少でラブベリーナに抜擢され、史上最年長となる高校2年生まで務め、人気モデルとして表紙を多く飾った。
- 性格はすごく明るい。学校でソーラン節をしたことがある。
- 小学生のころHIPHOPをならっていた。
- 中学校では華道部に所属した。
- 昔、背を伸ばすためにマシュマロを食べていた。
- 5歳上の姉がいる。
- ラブベリー時代の同僚でもあった加藤瑠美とは今でも仲良しとのこと。

## 出演

### テレビ番組
- ジュニアでGO!(2003年、スカイパーフェクTV!371ch） ※デビュー
- ジェイチェキ（2004年、スカイパーフェクTV!371ch）
- ほんとにあった怖い話（2004年、フジテレビ） - ほん怖クラブメンバー
- 天才!志村どうぶつ園（2005年、日本テレビ)
- ディズニータイム（2007年4月 - 2008年3月、テレビ東京） - レギュラー
- ZIP!（2012年9月 - 2013年3月、日本テレビ） - 『HAPPY LABO』レポーター

### テレビドラマ
- 一攫千金夢家族（2003年、TBS）
- ワンダフルライフ 第4話（2006年、フジテレビ） - 里村セイラ 役

### CM
- ベネッセ 進研ゼミ 夏のキャンペーン（2002年）
- NTT東日本 Lモード（2002年）
- エムティーアイ すごメロポ（2004年）
- アサヒ飲料　三ツ矢サイダー 『春篇』（2007年3月14日 - ） ※新垣結衣、三浦萌らと共演
- モスバーガー（2008年） - ハンバーガーを食べる女性 役
- 任天堂 ニンテンドーDSi（2008年）

### PV
- 嗚呼初恋（3B LAB.☆）
- スイミー（Every Little Thing） - 自転車に乗っている少女 役

### 映画
- ナイスの森〜The First Contact〜（2004年） - 日高ダハ高校：奈奈 役
- 嫌われ松子の一生（2005年） - コーラス部員 役

### 雑誌
- ラブベリー（2005年 - 2010年、徳間書店） - 専属モデル

### スチール
- ミサワホーム新聞広告（1999年 - 2000年）
- JAバンク 教育ローン（2009年）